# Чемпионат мира по горнолыжному спорту 2017
44-й чемпионат мира по горнолыжному спорту (англ. FIS Alpine World Ski Championships 2017) проходил в швейцарском Санкт-Морице со 6 по 19 февраля 2017 года. Титульный спонсор чемпионата — Audi.

## Общая информация
Санкт-Мориц ранее принимал чемпионаты мира 1934, 1948 (в рамках зимних Олимпийских игр), 1974 и 2003 годов.
Выборы места проведения чемпионата мира 2017 года состоялись 31 мая 2012 года на конгрессе ФИС в Республике Корея. Остальные претенденты итальянская Кортина-д’Ампеццо и шведский Оре затем получили права проведения чемпионатов мира 2021 и 2019 годов соответственно.
6 февраля официальных стартов не было, но прошла церемония открытия чемпионата.
По сравнению с чемпионатом мира 2015 года был несколько изменён порядок проведения дисциплин. Женская комбинация запланирована после супергигантов перед скоростными спусками у мужчин и женщин, а мужская комбинация пройдёт после скоростных спусков. В 2015 году в США обе комбинации проходили после скоростных спусков.
Тина Вайратер принесла Лихтенштейну первую медаль на чемпионатах мира с 1999 года, а в соревнованиях женщин — с 1982 года.
Словаки, ставшие вторыми в командном первенстве, выиграли первую в истории медаль на чемпионатах мира во всех дисциплинах.
Австриец Марсель Хиршер на третьем чемпионате мира подряд выиграл две золотых и одну серебряную медаль. За всю историю мужского горнолыжного спорта больше золотых медалей чемпиона мира выиграл только Тони Зайлер (7).
Американка Микаэла Шиффрин выиграла золото в слаломе на третьем чемпионате мира подряд. Ранее трижды подряд выиграть слалом на чемпионате мира удавалось только немке Кристль Кранц в 1930-е годы. Среди мужчин три победы в слаломе в 1978—1982 годах одержал Ингемар Стенмарк.

## Медалисты

### Мужчины
| Дисциплина                      | Дата       | Золото                 | Серебро                  | Бронза                        |
| Скоростной спуск см. подробнее  | 12 февраля | Беат Фойц Швейцария    | Эрик Гэй Канада          | Макс Франц Австрия            |
| Супергигант см. подробнее       | 8 февраля  | Эрик Гэй Канада        | Хьетиль Янсруд Норвегия  | Мануэль Осборн-Паради Канада  |
| Гигантский слалом см. подробнее | 17 февраля | Марсель Хиршер Австрия | Роланд Ляйтингер Австрия | Лейф Кристиан Хёуген Норвегия |
| Слалом см. подробнее            | 19 февраля | Марсель Хиршер Австрия | Мануэль Феллер Австрия   | Феликс Нойройтер Германия     |
| Комбинация см. подробнее        | 13 февраля | Лука Эрни Швейцария    | Марсель Хиршер Австрия   | Мауро Кавизель Швейцария      |

### Женщины
| Дисциплина                      | Дата       | Золото                    | Серебро                   | Бронза                     |
| Скоростной спуск см. подробнее  | 12 февраля | Илка Штухец Словения      | Штефани Фенир Австрия     | Линдси Вонн США            |
| Супергигант см. подробнее       | 7 февраля  | Николь Шмидхофер Австрия  | Тина Вайратер Лихтенштейн | Лара Гут Швейцария         |
| Гигантский слалом см. подробнее | 16 февраля | Тесса Уорли Франция       | Микаэла Шиффрин США       | София Годжа Италия         |
| Слалом см. подробнее            | 18 февраля | Микаэла Шиффрин США       | Венди Хольденер Швейцария | Фрида Хансдоттер Швеция    |
| Комбинация см. подробнее        | 10 февраля | Венди Хольденер Швейцария | Мишель Гизин Швейцария    | Михаэла Кирхгассер Австрия |

### Команды
Курсивом выделены запасные, ни разу не выходившие на старт во время командного первенства
| Дисциплина                         | Дата       | Золото                                                                                                  | Серебро | Бронза |
| Командное первенство см. подробнее | 14 февраля | Франция · Матьё Февр · Алексис Пентюро · Тесса Уорли · Аделин Бо-Мюнье · Жюльен Лизеру · Настасья Ноанс | Словакия · Матей Фалат · Андреас Жампа · Петра Вльгова · Вероника Велес-Зузулова · Адам Жампа · Тереза Янчова | Швеция · Маттиас Харгин · Андре Мюрер · Фрида Хансдоттер · Мария Пиетиля Хольмнер · Густав Лундбек · Эмели Викстрём |

### Общее количество медалей
| №     | Страна      | Золото | Серебро | Бронза | Всего |
| ----- | ----------- | ------ | ------- | ------ | ----- |
| 1     | Австрия     | 3      | 4       | 2      | 9     |
| 2     | Швейцария   | 3      | 2       | 2      | 7     |
| 3     | Франция     | 2      | 0       | 0      | 2     |
| 4     | Канада      | 1      | 1       | 1      | 3     |
| 4     | США         | 1      | 1       | 1      | 3     |
| 6     | Словения    | 1      | 0       | 0      | 1     |
| 7     | Норвегия    | 0      | 1       | 1      | 2     |
| 8     | Лихтенштейн | 0      | 1       | 0      | 1     |
| 8     | Словакия    | 0      | 1       | 0      | 1     |
| 10    | Швеция      | 0      | 0       | 2      | 2     |
| 11    | Италия      | 0      | 0       | 1      | 1     |
| 11    | Германия    | 0      | 0       | 1      | 1     |
| Итого | Итого       | 11     | 11      | 11     | 33    |